# 79
Évszázadok: i. e. 1. század – 1. század – 2. század
Évtizedek: 20-as évek – 30-as évek – 40-es évek – 50-es évek – 60-as évek – 70-es évek – 80-as évek – 90-es évek – 100-as évek – 110-es évek – 120-as évek
Évek: 74 – 75 – 76 – 77 –  78 – 79 – 80 – 81 – 82 – 83 – 84

## Események

### Római Birodalom
- Vespasianus császárt (helyettese január 13-tól Caesar Domitianus, márciustól Lucius Iunius Caesennius Paetus, szeptembertől Titus Rubrius Aelius Nepos) és fiát, Titus Caesar Vespasianust (helyettese Publius Calvisius Ruso és Marcus Arrius Flaccus) választják consulnak.
- Titus megtudja, hogy Aulus Caecina Alienus volt consul összeesküvést szervez a császár ellen. Meghívja magához vacsorára, majd amikor vendége távozik, leszúratja. Az összeesküvés másik vádlottja, Titus Clodius Eprius Marcellus öngyilkos lesz.
- A 69 éves Vespasianus megbetegszik, amit gyomor- és bélbetegség súlyosbít. Június 23-án állapota komolyra fordul és megjegyzi: "Jaj, hamarosan isten lesz belőlem". Az utolsó pillanataiban igyekszik felállni, hogy császárként állva haljon meg.
- Vespasianus utóda idősebb fia, Titus, aki igen népszerűtlen; kegyetlennek, kapzsinak, élvhajhásznak tartják. Trónra lépése után azonban gyökeresen változtat viselkedésén és nagylelkű, igazságos uralkodónak bizonyul. A szenátus kérésére korábbi szeretőjét, Berenikét is elküldi Rómából.
- Augusztus 24. – Kitör a Vezúv és elpusztítja Pompeiit, Herculaneumot, Stabiaet és Oplontist. A misenumi flotta menekíti a lakosságot; parancsnoka, idősebb Plinius túl közel merészkedik a vulkanikus felhőkhöz és életét veszti.
- Cnaeus Iulius Agricola britanniai kormányzó megalapítja Mamucium (ma Manchester) erődjét, majd hadjáratra indít északra, Caledoniába (Skóciába). A Taus (talán a mai Tay) folyó torkolatáig jut, jelentősebb ellenállás nélkül.
- Titus császár elkezdi a római Forumon Vespasianus templomának építését.

### Pártus Birodalom
- II. Pakórosz király ellen még egy öccse, III. Artabanosz is fellázad, de csak Babilóniában sikerül támogatókat szereznie.

## Születések
- Ho, kínai császár

## Halálozások
- június 23. – Vespasianus császár
- augusztus 16. - Ma császárné, Ming kínai császár felesége
- augusztus 25. – idősebb Plinius, római történetíró
- augusztus 25. – Caesius Bassus, római költő
- Aulus Caecina Alienus, római politikus
- Titus Clodius Eprius Marcellus, római politikus
- Tiberius Claudius Balbilus, római politikus és asztrológus

## Fordítás
- Ez a szócikk részben vagy egészben  az   AD 79 című angol Wikipédia-szócikk ezen változatának fordításán alapul.  Az eredeti cikk szerkesztőit annak laptörténete sorolja fel. Ez a jelzés csupán a megfogalmazás eredetét és a szerzői jogokat jelzi, nem szolgál a cikkben szereplő információk forrásmegjelöléseként.